# Promis unter Palmen
Promis unter Palmen ist eine deutsche Reality-Show, in der Prominente in Spielen um 100.000 Euro (50.000 Euro ab Staffel 3) kämpfen. Die erste Staffel wurde vom 25. März bis zum 29. April 2020 auf Sat.1 gesendet. Die Ausstrahlung der zweiten Staffel begann am 12. April 2021 und wurde nach der zweiten Folge aufgrund des plötzlichen Todes des Teilnehmers Willi Herren abgebrochen.
Am 29. Juli 2024 gab Sat.1 die Rückkehr von Promis unter Palmen bekannt. Die dritte Staffel wird seit dem 17. Februar 2025 ausgestrahlt.

## Staffel 1
Staffel 1 wurde im November 2019 in der Villa Grand Satis in der Provinz Phang-nga in Thailand gedreht.

### Titelsong
Bis zur dritten Folge wurde als Titelmusik im Intro „G€LD“ von Seeed verwendet. Auf Wunsch der Künstler und um einem rechtlichen Streit zuvorzukommen, wurde die Titelmusik ab Folge vier gegen den Song „Papaya“ von Alexander Marcus ausgetauscht. „Papaya“ wurde zuvor bereits für Werbemaßnahmen seitens Sat.1 verwendet.

### Teilnehmer
| Platz | Teilnehmer          | Bekannt als | Ausgeschieden in Folge |
| ----- | ------------------- | --- | ---------------------- |
| 1.    | Bastian Yotta       | Unternehmer, Teilnehmer bei Adam sucht Eva – Gestrandet im Paradies (2017) und Ich bin ein Star – Holt mich hier raus! (2019)                                            | –                      |
| 2.    | Matthias Mangiapane | Teilnehmer bei Hot oder Schrott – Die Allestester (seit 2016), Das Sommerhaus der Stars – Kampf der Promipaare (2017) und Ich bin ein Star – Holt mich hier raus! (2018) | 6                      |
| 3.    | Janine Pink         | Laiendarstellerin bei Köln 50667 und Leben.Lieben.Leipzig, Gewinnerin von Promi Big Brother (2019)                                                                       | 6                      |
| 4.    | Tobias Wegener      | Teilnehmer bei Love Island (2018) und Promi Big Brother (2019) | 6                      |
| 5.    | Carina Spack        | Teilnehmerin bei Der Bachelor (2018) und Bachelor in Paradise (2018) | 6                      |
| 6.    | Désirée Nick 1      | Kabarettistin, Schauspielerin, Autorin, Gewinnerin von Ich bin ein Star – Holt mich hier raus! (2004), Teilnehmerin bei Promi Big Brother (2015)                         | 3 5                    |
| 7.    | Claudia Obert 1     | Modeunternehmerin, Teilnehmerin bei Promi Big Brother (2017) | 5 freiwillig           |
| 8.    | Ronald Schill       | Jurist, Politiker, Teilnehmer bei Promi Big Brother (2014), Goodbye Deutschland! Die Auswanderer (2015) und Adam sucht Eva – Gestrandet im Paradies (2016)               | 4                      |
| 9.    | Eva Benetatou       | Teilnehmerin bei Der Bachelor (2019) und Promi Big Brother (2019) | 2                      |
| 10.   | Ennesto Monté       | Ex-Freund von Helena Fürst, Schlagersänger, Teilnehmer bei Das Sommerhaus der Stars – Kampf der Promipaare (2017)                                                        | 1                      |

### Nominierungen
| Nominierungen                                                                 | Nominierungen           | Nominierungen       | Nominierungen           | Nominierungen          | Nominierungen           | Nominierungen       | Nominierungen       |
|                                                                               | Folge 1                 | Folge 2             | Folge 3                 | Folge 4                | Folge 5 Halbfinale      | Folge 6 Finale      | Folge 6 Finale      |
| ----------------------------------------------------------------------------- | ----------------------- | ------------------- | ----------------------- | ---------------------- | ----------------------- | ------------------- | ------------------- |
| Bastian                                                                       | Nicht nominiert         | Eva Janine          | Désirée                 | Ronald                 | Désirée Janine          | Gewinner            | Gewinner            |
| Matthias                                                                      | Ennesto                 | Eva                 | Nominiert               | Carina Ronald          | Désirée                 | Zweitplatzierter    | Zweitplatzierter    |
| Janine                                                                        | Nicht nominiert         | Nominiert           | Désirée Matthias        | Ronald                 | Nominiert               | Drittplatzierte     | Drittplatzierte     |
| Tobias                                                                        | Ennesto                 | Eva                 | Nicht nominiert         | Ronald                 | Désirée                 | Viertplatzierter    | Viertplatzierter    |
| Carina                                                                        | Désirée Ennesto         | Nicht nominiert     | Désirée                 | Nominiert              | Désirée                 | Fünftplatzierte     | Fünftplatzierte     |
| Désirée                                                                       | Nominiert               | Eva                 | Nominiert               | Rausgewählt            | Nominiert               | Rausgewählt         | Rausgewählt         |
| Claudia                                                                       | Désirée                 | Janine              | Désirée                 | Carina                 | freiwilliger Auszug     | freiwilliger Auszug | freiwilliger Auszug |
| Ronald                                                                        | Ennesto                 | Janine              | Désirée                 | Nominiert              | Rausgewählt             | Rausgewählt         | Rausgewählt         |
| Eva                                                                           | Désirée                 | Nominiert           | Rausgewählt             | Rausgewählt            | Rausgewählt             | Rausgewählt         | Rausgewählt         |
| Ennesto                                                                       | Nominiert               | Rausgewählt         | Rausgewählt             | Rausgewählt            | Rausgewählt             | Rausgewählt         | Rausgewählt         |
|                                                                               |                         |                     |                         |                        |                         |                     |                     |
| Nominiert                                                                     | Désirée Ennesto         | Eva Janine          | Désirée Matthias        | Carina Ronald          | Désirée Janine          |                     |                     |
| Freiwilliger Auszug                                                           |                         |                     |                         |                        | Claudia                 |                     |                     |
| Rauswahl                                                                      | Ennesto 3 von 5 Stimmen | Eva 3 von 5 Stimmen | Désirée 4 von 4 Stimmen | Ronald 3 von 4 Stimmen | Désirée 3 von 3 Stimmen | Carina              | Tobias              |
| Rauswahl                                                                      | Ennesto 3 von 5 Stimmen | Eva 3 von 5 Stimmen | Désirée 4 von 4 Stimmen | Ronald 3 von 4 Stimmen | Désirée 3 von 3 Stimmen | Janine              | Matthias            |
| Rauswahl                                                                      | Ennesto 3 von 5 Stimmen | Eva 3 von 5 Stimmen | Désirée 4 von 4 Stimmen | Ronald 3 von 4 Stimmen | Désirée 3 von 3 Stimmen | Bastian             |                     |
| Anmerkungen: Nominierungsschutz als Teamkapitän Nominierung durch Teamkapitän |                         |                     |                         |                        |                         |                     |                     |

### Verlauf

#### Folge 1
Die zehn Kandidaten kamen nacheinander in der Villa an und lernten sich kennen oder sahen sich unerwartet wieder. Der Alltag der Kandidaten wird jeweils durch diverse Challenges unterbrochen. Im ersten Spiel setzten sich jeweils Tobias und Carina durch, die sich als Kapitäne ihre Teams später aussuchen durften. Tobias entschied sich für Eva, Claudia, Ronald und Matthias. Carina entschied sich für Désirée, Ennesto, Bastian und Janine. Die beiden Teams mussten gegeneinander ein weiteres Spiel spielen. Das Team von Tobias gewann das Spiel und hatte Nominierungsschutz. Carina durfte ebenfalls nicht ausscheiden, weil sie Teamkapitän war. Sie musste jedoch zwei Leute aus ihrem Team auswählen, welche die Sendung verlassen sollten. Sie entschied sich für Désirée und Ennesto. Jeder im Team von Tobias musste dann entscheiden, wer das Haus verlassen soll. Die Mehrheit entschied sich für Ennesto, welcher noch am selben Abend die Villa verlassen musste.

#### Folge 2
Die verbliebenen Kandidaten spielten anfangs wieder ein Spiel, um die zwei Teamkapitäne zu finden. Diese wurden Bastian und Matthias. Bastian wählte Janine, Carina und Eva für sein Team und Matthias wählte Désirée, Ronald, Claudia und Tobias. Im zweiten Spiel mussten die Kandidaten von Palme zu Palme rennen und Fragen beantworten. Am Ende war das Team Matthias der Sieger. Bastian nominierte aus seinem Team Janine und Eva für den Rauswurf; die Mehrheit von Team Matthias wählte Eva aus, die das Haus verlassen musste.

#### Folge 3
Das erste Spiel bestimmte wieder die Teamkapitäne. Diese wurden Bastian und Janine. Claudia durfte wegen eines Regelbruchs am Vorabend nicht am Spiel teilnehmen. Janine entschied sich für Tobias, Matthias und Désirée als Teammitglieder, Bastian für Carina, Claudia und Ronald. Im Entscheidungsspiel zogen drei Leute pro Team blind schwimmend einen Streitwagen übers Wasser, auf dem die vierte Person die anderen durch Tore und um eine Wendemarke leitete. Beide Teams schafften den Parcours nicht vollständig. Ein notwendiges weiteres Entscheidungsspiel verlor das Team Janine und der Kapitän nominierte Matthias und Désirée zur Rauswahl. Das Team Bastian entschied sich einstimmig gegen den Verbleib von Désirée.

#### Folge 4
Als Erstes wurden wieder durch ein Spiel die Teamkapitäne bestimmt. Diese wurden Bastian und Matthias. Bastian entschied sich für Janine, Claudia und Tobias als Teammitglieder, Matthias für Carina und Ronald. Im Entscheidungsspiel lag eine Person auf einer großen Holzplatte als Schaukel, hinter ihm auf der Platte stand die zweite Person und sorgte für die Schaukelbewegung. Die dritte Person stand seitlich vor der Schaukel und zielte mit Ballwürfen in Richtung Kopf der liegenden Person. Diese hatte mit Kopfbällen vor ihr im Sand stehende Kegel umzuwerfen. Gewonnen wurde das Spiel, das von Ronald im Team Matthias abgebrochen wurde, von Team Bastian mit 24 zu 3 Kegeln. Nur Carina und Ronald standen zur Rauswahl, da Matthias Nominierungsschutz hatte. Bastian, Janine und Tobias entschieden sich gegen Ronald.

#### Folge 5
Im Kapitänsspiel mussten die Kandidaten in gestreifter Häftlingskleidung das Seil, an das sie gebunden waren, mit einer Feile durchtrennen. Danach hatten sie eine Rechenaufgabe zu lösen, um mit dem Ergebnis als Zahlencode eine Kiste und mit dem Schlüssel darin das Schloss ihrer Fußkette zu öffnen. Bastian und Carina konnten sich durchsetzen. Nach dem Spiel verließ Claudia wegen wiederholten Mobbings durch andere Kandidaten freiwillig das Haus. Sie wurde durch die zuletzt rausgewählte Frau, Desirée, ersetzt. Diese und Janine suchte sich Bastian für sein Team aus und Carina nahm Matthias und Tobias. Das Team Carina gewann das Spiel. Nominiert wurden Janine und Désirée, die das Haus wieder verlassen musste.

#### Folge 6 (Finale)
Im ersten Spiel wurde der fünfte Platz ermittelt. Die Kandidaten mussten insgesamt 50 Tennisbälle in die Luft werfen und mit Eimern wieder auffangen. Carina gelang kein Fang, sie musste das Haus verlassen. Das letzte Spiel bestand aus fünf möglichst schnell zu lösenden Merkaufgaben und Rätseln. Zur Gewinnverkündung kamen alle ehemaligen Kandidaten nochmals in die Villa. Bastian Yotta hatte am schnellsten gelöst und gewann 100.000 Euro.

#### Special
Das Special Promis unter Palmen – Die große Aussprache wurde am 6. Mai 2020 unter der Moderation von Jochen Schropp ausgestrahlt. Acht Teilnehmer waren im Studio, Ronald Schill aus Brasilien zugeschaltet. Bastian Yotta war nicht eingeladen worden, da der Sender die Zusammenarbeit mit ihm eingestellt hatte.

#### Raffas Recap-Show
Die kurzminütige Webshow mit dem Titel Raffas Recap-Show wurde wöchentlich online auf sat1.de veröffentlicht. Dort kommentierte die YouTuberin Raffaela „Raffa“ Zollo die Geschehnisse aus der jeweils neuesten Folge.

### Spiele

#### Teamkapitän
| Folge | Runde | Name des Spiels                | Kandidaten                                                               | Gewinner/Teamkapitän |
| ----- | ----- | ------------------------------ | ------------------------------------------------------------------------ | -------------------- |
| 1     | 1     | Dino, rette deine Eier         | Bastian, Ennesto, Matthias, Ronald, Tobias                               | Tobias               |
| 1     | 2     | Dino, rette deine Eier         | Carina, Claudia, Désirée, Eva, Janine                                    | Carina               |
| 2     | 1     | Wettstreit der wilden Hühner   | Bastian, Carina, Claudia, Désirée, Eva, Janine, Matthias, Ronald, Tobias | Matthias             |
| 2     | 2     | Würfelkelle                    | Bastian, Claudia, Janine                                                 | Bastian              |
| 3     | 1     | Goldrausch voller Katzenjammer | Bastian, Carina, Désirée, Janine, Matthias, Ronald, Tobias               | Janine               |
| 3     | 2     | Würfelkelle                    | Bastian, Carina, Désirée                                                 | Bastian              |
| 4     | —     | Duell der Knallköpfe           | Bastian, Carina, Claudia, Janine, Matthias, Ronald, Tobias               | Bastian, Matthias    |
| 5     | —     | Feil dich ins Finale           | Bastian, Carina, Claudia, Janine, Matthias, Tobias                       | Bastian, Carina      |

#### Teamspiel
| Folge | Name des Spiels          | Teams                                     | Teams                                 | Gewinnerteam           |
| Folge | Name des Spiels          | Orange                                    | Gelb                                  | Gewinnerteam           |
| ----- | ------------------------ | ----------------------------------------- | ------------------------------------- | ---------------------- |
| 1     | Ab ins Körbchen          | Carina Bastian, Désirée, Ennesto, Janine  | Tobias Claudia, Eva, Matthias, Ronald | Team Gelb (Tobias)     |
| 2     | Dummweg oder Zielstreber | Matthias Claudia, Désirée, Ronald, Tobias | Bastian Carina, Eva, Janine           | Team Orange (Matthias) |
| 3     | Ben Hur on the Water     | Janine Désirée, Matthias, Tobias          | Bastian Carina, Claudia, Ronald       | Kein Team              |
| 3     | Würfelkelle              | Janine Désirée, Matthias, Tobias          | Bastian Carina, Claudia, Ronald       | Team Gelb (Bastian)    |
| 4     | Schwingerclub            | Bastian Claudia, Janine, Tobias           | Matthias Carina, Ronald               | Team Orange (Bastian)  |
| 5     | Tic Tac Turbo            | Bastian Désirée, Janine                   | Carina Tobias, Matthias               | Team Gelb (Carina)     |

#### Finalspiele

##### Runde 1
| 6 | Catch it if you can | Bastian, Carina, Janine, Matthias, Tobias |    |          |    |       |
| 6 | Catch it if you can | Bastian, Carina, Janine, Matthias, Tobias | 1. | Tobias   | 10 | 2:48  |
| 6 | Catch it if you can | Bastian, Carina, Janine, Matthias, Tobias | 2. | Bastian  | 10 | 4:59  |
| 6 | Catch it if you can | Bastian, Carina, Janine, Matthias, Tobias | 3. | Janine   | 10 | 10:55 |
| 6 | Catch it if you can | Bastian, Carina, Janine, Matthias, Tobias | 4. | Matthias | 1  | 7:44  |
| 6 | Catch it if you can | Bastian, Carina, Janine, Matthias, Tobias | 5. | Carina   | 0  |       |

##### Runde 2
| 6 | Fünf Schlösser musst du knacken | Bastian, Janine, Matthias, Tobias |    |          |       |   |
| 6 | Fünf Schlösser musst du knacken | Bastian, Janine, Matthias, Tobias | 1. | Bastian  | 34:31 | 5 |
| 6 | Fünf Schlösser musst du knacken | Bastian, Janine, Matthias, Tobias | 2. | Matthias | 50:02 | 5 |
| 6 | Fünf Schlösser musst du knacken | Bastian, Janine, Matthias, Tobias | 3. | Janine   | 55:20 | 5 |
| 6 | Fünf Schlösser musst du knacken | Bastian, Janine, Matthias, Tobias | 4. | Tobias   | 60:00 | 4 |

## Staffel 2
Die Dreharbeiten erfolgten vom 7. bis 25. Februar 2021 in der Villa Grand Satis in Phang-nga (Provinz) in Thailand. Die Ausstrahlung begann am 12. April 2021. Im Anschluss wurde eine Late Night Show auf Sat.1 ausgestrahlt. Diese moderierten Jochen Bendel und Melissa Khalaj.

### Abbruch der Ausstrahlung
Nachdem am 20. April 2021 der Teilnehmer Willi Herren verstorben war, stoppte Sat.1 die Ausstrahlung der noch ausstehenden Folgen aus „Pietätsgründen“. Die bereits produzierten Folgen 3 bis 8 wurden nicht mehr gesendet, die Folge vom 19. April 2021 war die letzte ausgestrahlte Folge.

### Teilnehmer
| Platz 1 | Teilnehmer | Bekannt als | Ausgeschieden in Folge |
| --- | --- | --- | ---------------------- |
| 1 | Giulia Siegel | Model, DJ, Fernsehmoderatorin, Schauspielerin und Reality-TV-Darstellerin (Ich bin ein Star – Holt mich hier raus!, Das Sommerhaus der Stars – Kampf der Promipaare), Tochter von Ralph Siegel                     | nicht ausgestrahlt     |
| 2 | Katy Bähm | Dragqueen, Reality-TV-Darsteller (Queen of Drags, Promi Big Brother) | nicht ausgestrahlt     |
| 3 | Melanie Müller | Fotomodell, Schlagersängerin, Siegerin von Ich bin ein Star – Holt mich hier raus!, Reality-TV-Darstellerin (Der Bachelor, Like Me – I’m Famous)                                                                   | nicht ausgestrahlt     |
| 4 | Willi Herren | Schauspieler (Lindenstraße), Schlagersänger, Reality-TV-Darsteller (Ich bin ein Star – Holt mich hier raus!, Das Sommerhaus der Stars – Kampf der Promipaare, Kampf der Realitystars – Schiffbruch am Traumstrand) | nicht ausgestrahlt     |
| 5 | Emmy Russ | Teilnehmerin bei Beauty & The Nerd (2020), Promi Big Brother (2020) und Ab ins Kloster! – Rosenkranz statt Randale                                                                                                 | nicht ausgestrahlt     |
| | Calvin Kleinen | Reality-TV-Darsteller (Temptation Island – Versuchung im Paradies, Temptation Island VIP) | nicht ausgestrahlt     |
| Kate Merlan | Reality-TV-Darstellerin (Das Sommerhaus der Stars – Kampf der Promipaare, Kampf der Realitystars – Schiffbruch am Traumstrand)  | | nicht ausgestrahlt     |
| Elena Miras | Reality-TV-Darstellerin (Love Island, Das Sommerhaus der Stars – Kampf der Promipaare, Ich bin ein Star – Holt mich hier raus!) | | nicht ausgestrahlt     |
| Henrik Stoltenberg | Reality-TV-Darsteller (Love Island), Enkel von Gerhard Stoltenberg                                                              | | nicht ausgestrahlt     |
| Chris Töpperwien | Unternehmer, Reality-TV-Darsteller (Das Sommerhaus der Stars – Kampf der Promipaare, Ich bin ein Star – Holt mich hier raus!)   | | nicht ausgestrahlt     |
| 11 | Patricia Blanco | Tochter von Roberto Blanco, Reality-TV-Darstellerin (Big Brother, Ich bin ein Star – Holt mich hier raus!, Adam sucht Eva – Promis im Paradies, Das Sommerhaus der Stars – Kampf der Promipaare)                   | 2                      |
| 12 | Marcus Prinz von Anhalt | Unternehmer, Reality-TV-Darsteller (Promi Big Brother) | 1                      |
| keine Bekanntgabe der Plätze sechs bis zehn nach Abbruch der Sendung aufgrund des Todes Willi Herrens 1 Die Plätze elf und zwölf wurden während der Ausstrahlung der Sendung bekanntgegeben. Über die Plätze eins bis fünf wurde nach Abbruch der Sendung informiert. Über die Platzierung sechs bis zehn ist bislang nichts bekannt. | | |                        |

### Nominierungen
| Nominierungen | Nominierungen           | Nominierungen            | Nominierungen      | Nominierungen      | Nominierungen      | Nominierungen      | Nominierungen      | Nominierungen      | Nominierungen      |             |
| | Folge 1                 | Folge 2                  | Folge 3            | Folge 4            | Folge 5            | Folge 6            | Folge 7 Halbfinale | Folge 8 Finale     | Folge 8 Finale     |             |
| --- | ----------------------- | ------------------------ | ------------------ | ------------------ | ------------------ | ------------------ | ------------------ | ------------------ | ------------------ | ----------- |
| Giulia | Patricia                | Nicht nominiert          | Nicht ausgestrahlt | Nicht ausgestrahlt | Nicht ausgestrahlt | Nicht ausgestrahlt | Nicht ausgestrahlt | Gewinnerin         | Gewinnerin         |             |
| Katy | Marcus*                 | Patricia                 | Nicht ausgestrahlt | Nicht ausgestrahlt | Nicht ausgestrahlt | Nicht ausgestrahlt | Nicht ausgestrahlt | Zweitplatzierte    | Zweitplatzierte    |             |
| Melanie | Nicht nominiert         | Calvin Patricia          | Nicht ausgestrahlt | Nicht ausgestrahlt | Nicht ausgestrahlt | Nicht ausgestrahlt | Nicht ausgestrahlt | Drittplatzierte    | Drittplatzierte    |             |
| Willi | Nicht nominiert         | Nicht nominiert          | Nicht ausgestrahlt | Nicht ausgestrahlt | Nicht ausgestrahlt | Nicht ausgestrahlt | Nicht ausgestrahlt | Viertplatzierter   | Viertplatzierter   |             |
| Emmy | Marcus                  | Patricia                 | Nicht ausgestrahlt | Nicht ausgestrahlt | Nicht ausgestrahlt | Nicht ausgestrahlt | Nicht ausgestrahlt | Fünftplatzierte    | Fünftplatzierte    |             |
| Calvin | Patricia                | Nominiert                | Nicht ausgestrahlt | Nicht ausgestrahlt | Nicht ausgestrahlt | Nicht ausgestrahlt | Nicht ausgestrahlt | Nicht ausgestrahlt | Nicht ausgestrahlt |             |
| Chris | Patricia                | Patricia                 | Nicht ausgestrahlt | Nicht ausgestrahlt | Nicht ausgestrahlt | Nicht ausgestrahlt | Nicht ausgestrahlt | Nicht ausgestrahlt | Nicht ausgestrahlt |             |
| Elena | Nicht nominiert         | Patricia                 | Nicht ausgestrahlt | Nicht ausgestrahlt | Nicht ausgestrahlt | Nicht ausgestrahlt | Nicht ausgestrahlt | Nicht ausgestrahlt | Nicht ausgestrahlt |             |
| Henrik | Marcus                  | Patricia                 | Nicht ausgestrahlt | Nicht ausgestrahlt | Nicht ausgestrahlt | Nicht ausgestrahlt | Nicht ausgestrahlt | Nicht ausgestrahlt | Nicht ausgestrahlt |             |
| Kate | Marcus Patricia         | Patricia                 | Nicht ausgestrahlt | Nicht ausgestrahlt | Nicht ausgestrahlt | Nicht ausgestrahlt | Nicht ausgestrahlt | Nicht ausgestrahlt | Nicht ausgestrahlt |             |
| Patricia | Nominiert               | Nominiert                | Rausgewählt        | Rausgewählt        | Rausgewählt        | Rausgewählt        | Rausgewählt        | Rausgewählt        | Rausgewählt        | Rausgewählt |
| Marcus | Nominiert               | Rausgewählt              | Rausgewählt        | Rausgewählt        | Rausgewählt        | Rausgewählt        | Rausgewählt        | Rausgewählt        | Rausgewählt        |             |
| |                         |                          |                    |                    |                    |                    |                    |                    |                    |             |
| Nominiert | Marcus Patricia         | Calvin Patricia          | Nicht ausgestrahlt | Nicht ausgestrahlt | Nicht ausgestrahlt | Nicht ausgestrahlt | Nicht ausgestrahlt | Nicht ausgestrahlt | Nicht ausgestrahlt |             |
| Rauswahl | Marcus 4 von 7 Stimmen* | Patricia 6 von 6 Stimmen | Nicht ausgestrahlt | Nicht ausgestrahlt | Nicht ausgestrahlt | Nicht ausgestrahlt | Nicht ausgestrahlt | Emmy               | Willi              |             |
| Rauswahl | Marcus 4 von 7 Stimmen* | Patricia 6 von 6 Stimmen | Nicht ausgestrahlt | Nicht ausgestrahlt | Nicht ausgestrahlt | Nicht ausgestrahlt | Nicht ausgestrahlt | Melanie            | Katy               |             |
| Rauswahl | Marcus 4 von 7 Stimmen* | Patricia 6 von 6 Stimmen | Nicht ausgestrahlt | Nicht ausgestrahlt | Nicht ausgestrahlt | Nicht ausgestrahlt | Nicht ausgestrahlt | Giulia             |                    |             |
| Anmerkungen: Nominierungsschutz als Teamkapitän Nominierung durch Teamkapitän * Bei Stimmengleichheit der Nominierten zählt die Kapitänsstimme doppelt |                         |                          |                    |                    |                    |                    |                    |                    |                    |             |

### Spiele

#### Teamkapitän
| Folge | Runde | Name des Spiels             | Kandidaten                                   | Gewinner/Teamkapitän |
| ----- | ----- | --------------------------- | -------------------------------------------- | -------------------- |
| 1     | 1     | Besser Einhorn als Keinhorn | Calvin, Chris, Henrik, Katy, Marcus, Willi   | Katy                 |
| 1     | 2     | Besser Einhorn als Keinhorn | Elena, Emmy, Giulia, Kate, Melanie, Patricia | Kate                 |

#### Teamspiel
| Folge | Name des Spiels         | Teams                                    | Teams                                        | Gewinnerteam       |
| Folge | Name des Spiels         | Orange                                   | Gelb                                         | Gewinnerteam       |
| ----- | ----------------------- | ---------------------------------------- | -------------------------------------------- | ------------------ |
| 1     | Ägyptisches Bootsrennen | Katy Calvin, Chris, Emmy, Giulia, Henrik | Kate Elena, Marcus, Melanie, Patricia, Willi | Team Orange (Katy) |

## Staffel 3
Staffel 3 wurde im November 2024 wieder in der Villa Sundara in der thailändischen Provinz Phang-nga gedreht; die Kandidaten am 6. November 2024 von Sat.1 bekanntgegeben.
Die Ausstrahlung der acht Folgen erfolgt seit dem 17. Februar 2025 jeweils montags auf Sat.1 und Joyn sowie eine Woche zuvor auf Joyn Plus+. Wie in Staffel 2 wird nach jeder Folge eine Late-Night-Show ausgestrahlt, moderiert von Jochen Bendel und einem Gastmoderator. Die Siegesprämie von maximal 50.000 € müssen die Kandidaten erst in den Spielen verdienen. 

### Teilnehmer
| Platz | Teilnehmer                | Bekannt als | Ausgeschieden in Folge |
| ----- | ------------------------- | --- | ---------------------- |
| 1     | Cosimo Citiolo            | Teilnehmer bei Deutschland sucht den Superstar, Big Brother, Kampf der Realitystars, Das Sommerhaus der Stars, Ich bin ein Star – Holt mich hier raus!, Reality Backpackers, The 50 und Forsthaus Rampensau Germany | –                      |
| 2     | Melody Haase              | Teilnehmerin bei Deutschland sucht den Superstar, Adam sucht Eva, Ex on the Beach, Reality Shore, Reality Backpackers, Forsthaus Rampensau Germany und The 50, Gewinnerin von CoupleChallenge                       | 8                      |
| 3     | Chris Manazidis           | YouTuber, Teilnehmer bei Promi Big Brother, Kampf der Realitystars und The 50 | 8                      |
| 4     | Lisha Savage              | YouTuberin, Teilnehmerin bei Das Sommerhaus der Stars, Goodbye Deutschland!, Das große Promi-Büßen und Reality Backpackers                                                                                          | 8                      |
| 5     | Nikola Glumac 3           | Teilnehmer bei Temptation Island und Are You the One?, Gewinner bei Prominent getrennt | 85                     |
| 6     | Menowin Fröhlich          | Popsänger, Teilnehmer bei Deutschland sucht den Superstar, Promi Big Brother, Das Sommerhaus der Stars und Big Brother                                                                                              | 8                      |
| 7     | Claudia Obert             | Modeunternehmerin, Teilnehmerin bei Promi Big Brother, Promis unter Palmen (Staffel 1), Kampf der Realitystars und Das Sommerhaus der Stars, Protagonistin bei Claudias House of Love                               | 7                      |
| 8     | Iris Klein                | Mutter von Daniela Katzenberger und Jenny Frankhauser, Teilnehmerin bei Big Brother, Ich bin ein Star – Holt mich hier raus!, Das Sommerhaus der Stars, Kampf der Realitystars, Promi Big Brother und The 50        | 6                      |
| 9     | Kürsat „Chico“ Yildirim 2 | Lotto-Millionär | 6                      |
| 10    | Yvonne Woelke 1           | Schauspielerin, Teilnehmerin bei Das große Promi-Büßen, Gewinnerin bei Forsthaus Rampensau Germany | 4                      |
| 11    | Kim Virginia Hartung      | Teilnehmerin bei Der Bachelor, Temptation Island, Bachelor in Paradise, Are You the One?, Ich bin ein Star – Holt mich hier raus! und Prominent getrennt, Gewinnerin bei Beauty & The Nerd                          | 3                      |
| 12    | Eike Immel                | ehemaliger Fußballspieler, Teilnehmer bei Ich bin ein Star – Holt mich hier raus! | 2                      |
| 13    | Janina Youssefian         | ehemaliges Erotikmodel, Affäre von Dieter Bohlen, Teilnehmerin bei Reality Queens auf Safari, Promi Big Brother, Goodbye Deutschland!, Adam sucht Eva und Ich bin ein Star – Holt mich hier raus!                   | 1                      |

### Nominierungen
| Nominierungen                                                                 | Nominierungen           | Nominierungen        | Nominierungen       | Nominierungen          | Nominierungen          | Nominierungen         | Nominierungen           | Nominierungen         | Nominierungen         | Nominierungen         |
|                                                                               | Folge 1                 | Folge 2              | Folge 3             | Folge 4                | Folge 5                | Folge 6               | Folge 7                 | Folge 8               | Folge 8               | Folge 8               |
| ----------------------------------------------------------------------------- | ----------------------- | -------------------- | ------------------- | ---------------------- | ---------------------- | --------------------- | ----------------------- | --------------------- | --------------------- | --------------------- |
| Cosimo                                                                        | Nominiert               | Nicht nominiert      | Nominiert           | Nicht nominiert        | Nicht nominiert        | Chris                 | Claudia Lisha           | Gewinner              | Gewinner              | Gewinner              |
| Melody                                                                        | Nicht nominiert         | Eike Nikola          | Kim                 | Nicht nominiert        | Nikola                 | Chris Iris            | Claudia                 | Zweitplatzierte       | Zweitplatzierte       | Zweitplatzierte       |
| Chris                                                                         | Janina                  | Eike                 | Kim                 | Yvonne                 | Claudia Nikola         | Nominiert             | Claudia                 | Drittplatzierter      | Drittplatzierter      | Drittplatzierter      |
| Lisha                                                                         | Janina                  | Eike                 | Cosimo              | Yvonne                 | Nicht nominiert        | Iris                  | Nominiert               | Viertplatzierte       | Viertplatzierte       | Viertplatzierte       |
| Nikola                                                                        | Janina                  | Nominiert            | Kim                 | Yvonne Claudia         | Nominiert              | Iris                  | Nicht nominiert         | Fünftplatzierter      | Fünftplatzierter      | Fünftplatzierter      |
| Menowin                                                                       | Nicht nominiert         | Eike                 | Nicht nominiert     | Yvonne                 | Nikola                 | Iris                  | Claudia                 | Sechstplatzierter     | Sechstplatzierter     | Sechstplatzierter     |
| Claudia                                                                       | Janina                  | Nicht nominiert      | Nicht nominiert     | Nominiert              | Nominiert              | Nicht nominiert       | Nominiert               | Rausgewählt           | Rausgewählt           | Rausgewählt           |
| Iris                                                                          | Janina                  | Eike                 | Kim                 | Yvonne                 | Claudia                | Nominiert             | Rausgewählt             | Rausgewählt           | Rausgewählt           | Rausgewählt           |
| Chico                                                                         | Janina Cosimo           | Nikola               | Nicht nominiert     | Claudia                | Nikola                 | Produktionsausschluss | Produktionsausschluss   | Produktionsausschluss | Produktionsausschluss | Produktionsausschluss |
| Yvonne                                                                        | noch nicht in der Villa | Nicht nominiert      | Kim Cosimo          | Nominiert              | Rausgewählt            | Rausgewählt           | Rausgewählt             | Rausgewählt           | Rausgewählt           | Rausgewählt           |
| Kim                                                                           | Janina                  | Eike                 | Nominiert           | Rausgewählt            | Rausgewählt            | Rausgewählt           | Rausgewählt             | Rausgewählt           | Rausgewählt           | Rausgewählt           |
| Eike                                                                          | Nicht nominiert         | Nominiert            | Rausgewählt         | Rausgewählt            | Rausgewählt            | Rausgewählt           | Rausgewählt             | Rausgewählt           | Rausgewählt           | Rausgewählt           |
| Janina                                                                        | Nominiert               | Rausgewählt          | Rausgewählt         | Rausgewählt            | Rausgewählt            | Rausgewählt           | Rausgewählt             | Rausgewählt           | Rausgewählt           | Rausgewählt           |
|                                                                               |                         |                      |                     |                        |                        |                       |                         |                       |                       |                       |
| Nominiert                                                                     | Cosimo Janina           | Eike Nikola          | Kim Cosimo          | Yvonne Claudia         | Claudia Nikola         | Chris Iris            | Claudia Lisha           |                       |                       |                       |
| Rauswahl                                                                      | Janina 6 von 6 Stimmen  | Eike 4 von 5 Stimmen | Kim 4 von 5 Stimmen | Yvonne 4 von 5 Stimmen | Nikola 3 von 4 Stimmen | Iris 3 von 4 Stimmen  | Claudia 3 von 3 Stimmen | Menowin               | Nikola                | Lisha                 |
| Rauswahl                                                                      | Janina 6 von 6 Stimmen  | Eike 4 von 5 Stimmen | Kim 4 von 5 Stimmen | Yvonne 4 von 5 Stimmen | Nikola 3 von 4 Stimmen | Iris 3 von 4 Stimmen  | Claudia 3 von 3 Stimmen | Chris                 | Melody                | Cosimo                |
| Anmerkungen: Nominierungsschutz als Teamkapitän Nominierung durch Teamkapitän |                         |                      |                     |                        |                        |                       |                         |                       |                       |                       |

### Spiele

#### Teamkapitän & Geld für die Siegesprämie
| Folge                 | Name des Spiels       | Nebeninformationen | Gewinner Teamkapitäne | für Siegesprämie gewonnenes Geld |
| --------------------- | --------------------- | --- | --------------------- | -------------------------------- |
| 1                     | Palm Springs          | Für jeden Teilnehmer, der das Spiel gemeistert hat, gab es 500 € für die Siegesprämie Iris, Chico, Eike, Chris, Kim, Lisha und Nikola haben das Spiel gemeistert Janina, Menowin, Cosimo und Melody haben das Spiel nicht gemeistert Claudia verweigerte das Spiel                    | Lisha & Chico         | 3.500 €                          |
| 2                     | Rausgefischt          | Für jeden Teilnehmer, der das Spiel gemeistert hat, gab es 500 € für die Siegesprämie Melody, Chris, Claudia, Eike, Chico und Cosimo haben das Spiel gemeistert Nikola und Iris haben das Spiel nicht gemeistert Kim, Lisha und Menowin verweigerten das Spiel                        | Chris & Melody        | 3.000 €                          |
| 3                     | Echs on Schleck       | Für jeden Teilnehmer, der das Spiel gemeistert hat, gab es 600 € für die Siegesprämie Lisha, Yvonne und Nikola haben das Spiel gemeistert Claudia, Cosimo, Chris, Melody, Menowin, Chico, Iris und Kim haben das Spiel nicht gemeistert                                               | Yvonne & Lisha        | 1.800 €                          |
| 4                     | Spa Day               | Für jeden Teilnehmer, der das Spiel gemeistert hat, gab es 1.000 € für die Siegesprämie Nikola, Chris und Yvonne haben das Spiel gemeistert Claudia, Lisha, Iris, Melody, Chico, Cosimo und Menowin haben das Spiel nicht gemeistert                                                  | Nikola & Chris        | 3.000 €                          |
| 5                     | Hot Shots             | Für jeden Teilnehmer, der das Spiel gemeistert hat, gab es 1.300 € für die Siegesprämie Iris, Claudia, Melody, Chris, Cosimo, Nikola und Menowin haben das Spiel gemeistert Lisha hat das Spiel nicht gemeistert Chico verweigerte das Spiel                                          | Chris & Melody        | 9.100 €                          |
| 6                     | Das große Krabben     | Für jeden Teilnehmer, der das Spiel gemeistert hat, gab es 1.500 € für die Siegesprämie Melody, Chris, Cosimo und Menowin haben das Spiel gemeistert Lisha, Iris und Claudia haben das Spiel nicht gemeistert Chico wurde während des Spiels von der Produktion aus der Show geworfen | Melody & Cosimo       | 6.000 €                          |
| 7                     | Wie ihr Volt          | Für jeden Teilnehmer, der das Spiel gemeistert hat, gab es 2.500 € für die Siegesprämie Alle Kandidaten haben das Spiel gemeistert | Cosimo & Menowin      | 17.500 €                         |
| Gesamt-Siegesprämie = | Gesamt-Siegesprämie = | Gesamt-Siegesprämie = | Gesamt-Siegesprämie = | 43.900 €                         |

#### Teamspiel
| Folge | Name des Spiels         | Teams Gewinnerteam farbig           | Teams Gewinnerteam farbig                |
| Folge | Name des Spiels         | 0Orange0                            | 0Gelb0                                   |
| ----- | ----------------------- | ----------------------------------- | ---------------------------------------- |
| 1     | Tutti Frutti            | Lisha Chris Kim Nikola Iris Claudia | Chico Eike Cosimo Melody Menowin Janina  |
| 2     | Matratzensport          | Chris Lisha Chico Menowin Iris Kim  | Melody Nikola Eike Yvonne Claudia Cosimo |
| 3     | Theiland                | Lisha Chris Nikola Melody Iris      | Yvonne Chico Kim Cosimo Menowin Claudia  |
| 4     | Bällebad                | Nikola Yvonne Cosimo Claudia Melody | Chris Lisha Menowin Iris Chico           |
| 5     | Hochstapler             | Chris Lisha Nikola Cosimo Claudia   | Melody Menowin Iris Chico                |
| 6     | Promi Splash            | Melody Chris Claudia Iris           | Cosimo Nikola Lisha Menowin              |
| 7     | Hinten ist wo vorne ist | Cosimo Nikola Lisha Claudia         | Menowin Chris Melody                     |

## Rezeption

### Einschaltquoten
| Folge     | Datum            | Zuschauer | Zuschauer       | Marktanteil | Marktanteil     | Quelle |
| Folge     | Datum            | Gesamt    | 14 bis 49 Jahre | Gesamt      | 14 bis 49 Jahre | Quelle |
| --------- | ---------------- | --------- | --------------- | ----------- | --------------- | ------ |
| Staffel 1 |                  |           |                 |             |                 |        |
| 1         | 25. März 2020    | 2,82 Mio. | 1,51 Mio.       | 8,8 %       | 15,5 %          | [ 11 ] |
| 2         | 1. April 2020    | 3,27 Mio. | 1,70 Mio.       | 9,8 %       | 17,5 %          | [ 12 ] |
| 3         | 8. April 2020    | 3,36 Mio. | 1,86 Mio.       | 10,3 %      | 20,1 %          | [ 13 ] |
| 4         | 15. April 2020   | 2,97 Mio. | 1,58 Mio.       | 8,8 %       | 15,3 %          | [ 14 ] |
| 5         | 22. April 2020   | 3,36 Mio. | 1,84 Mio.       | 10,9 %      | 20,8 %          | [ 15 ] |
| 6         | 29. April 2020   | 3,11 Mio. | 1,77 Mio.       | 9,5 %       | 18,6 %          | [ 16 ] |
| Special   | 6. Mai 2020      | 1,34 Mio. | 0,74 Mio.       | 8,1 %       | 14,6 %          | [ 17 ] |
| Staffel 2 |                  |           |                 |             |                 |        |
| 1         | 12. April 2021   | 2,23 Mio. | 1,16 Mio.       | 7,5 %       | 15,5 %          | [ 18 ] |
| 2         | 19. April 2021   | 2,08 Mio. | 1,19 Mio.       | 6,6 %       | 13,9 %          | [ 19 ] |
| Staffel 3 |                  |           |                 |             |                 |        |
| 1         | 17. Februar 2025 | 1,09 Mio. | 0,44 Mio.       | 4,5 %       | 9,0 %           | [ 20 ] |
| 2         | 24. Februar 2025 | 0,96 Mio. | 0,34 Mio.       |             | 7,3 %           | [ 21 ] |

### Kritikerstimmen

#### Staffel 1
Kritiker zeigten sich bis einschließlich der vierten Folge des Formats zustimmend bis begeistert.
- Timo Niemeyer von DWDL.de: „Das neue Sat.1-Format "Promis unter Palmen" ist bestes Reality-Fernsehen, bei dem auf Anhieb so ziemlich alles zusammenpasst, einem wunderbaren Cast sei Dank. Dieses Guilty Pleasure kommt genau zur richtigen Zeit.“[22]

- David Grzeschik von Quotenmeter.de lobt: „Dringender Einschaltbefehl an alle Freunde der gepflegten Reality-TV-Unterhaltung: Mit «Promis unter Palmen» ist Sat.1 eine gute Trash-Sendung gelungen, die mit einem starken Cast und hohem Erzähltempo überzeugt.“[23]

- Anja Rützel schreibt bei Spiegel Online von einem „simple[n] Rezept, das tatsächlich hervorragend funktioniert“, dass „Sat.1 die zündelfreudigsten Schunddarsteller der vergangenen Jahre zusammengefegt [hat]. Und erfindet damit ein neues Genre: den Sozialporno.“ Denn: „Alles, was hier passiert, ist grell und grob und wahnsinnig ordinär, im Kern noch als soziale Interaktion zu erkennen, aber grotesk überzogen und knallhell ausgeleuchet.“[24]

- In Der Stern resümiert Luisa Schwebel: „'Promis unter Palmen' ist nicht nur eine willkommene Abwechslung im Quarantäne-Alltag, sondern, man kann es nicht anders sagen: einfach gutes Fernsehen.“[25]

Ab Folge fünf waren die Kritiker von dem Format empört.
So schrieb Peter Krauch in der Bild: „Der Weg, den Bastian Yotta, Carina Spack und Matthias Mangiapane bei ‚Promis unter Palmen‘ gewählt haben, Claudia Obert wahrhaftig zu mobben, über ihr Äußeres, ihr Alter, ihre Psyche, ihre Existenz zu lästern, sie zu beleidigen, sie runterzumachen, obwohl sie schon geschwächt in der Ecke lag – das war keine TV-Unterhaltung mehr!“ Christian Vock von Web.de sprach im Zuge dessen von einem „Anti-Niveau-Format“, Trash-TV sei hier zu Gruppenmobbing verkommen. Auch Verena Maria Dittrich von n-tv urteilte, der Zuschauer werde zum „Zeuge menschlicher Total-Aussetzer. Macht eben Spaß die ‚versoffene Hure‘ fertigzumachen! Das ist weder trashige ‚Konfro‘ noch Unterhaltung, das ist schlicht: Mobbing!“ Anna Eube von Die Welt urteilte: „Promis unter Palmen ist ein zwischenmenschlicher Horrorfilm, schlimmer als jedes Dschungelcamp“.
Der Verein '"Liebe wen du willst" erstattete Strafanzeige bei der Staatsanwaltschaft Berlin wegen Förderung und Ausstrahlung von massivsten menschenverachtenden Verhaltensweisen. Laut des Vereins richtet sich ihre Anzeige gegen die Vorkommnisse in der Halbfinal-Folge. Darin zu sehen: Die Kandidaten Bastian Yotta, Carina Spack und Matthias Mangiapane haben ihre Konkurrentin Claudia Obert so gemobbt, dass sie weinte – und die Show freiwillig verließ.

#### Staffel 2
Die zweite Staffel stand unter massiver Kritik bei Kritikern und Zuschauern.
- Den Auftakt der zweiten Staffel sieht Anja Rützel als „[e]ine Eskalation von Ekelhaftigkeiten“ und unterstellt Sat.1, „Entgleisungen“ wie die homophoben Äußerungen von Marcus Prinz von Anhalt „nicht [nur] billigend in Kauf“ zu nehmen, sondern „gezielt“ herbeizuführen. Rützel folgert, dass „[d]iese Auftaktfolge und das produktionsseitige Kalkül“ die Sendung „endgültig zerstört“ hat: „Wenn man sich, den Trash-TV-Menschen und dem Fernsehen noch einen letzten Rest von Würde zugestehen will, kann man – darf man – diese Sendung nicht anschauen.“[32]

### Kontroversen um Inhalte der Sendung

#### Staffel 1
Im Laufe der ersten Staffel wurde eine Kandidatin Opfer von Mobbing. Die Produktionsfirma EndemolShine Germany und der Sender Sat.1 wurden dafür kritisiert, nicht eingegriffen zu haben. Es kam zu einem empörten Medienecho, dass die Grenzen zur Unterhaltung überschritten worden seien.
In seiner Stellungnahme wies Sat.1 darauf hin, dass jederzeit Psychologen anwesend seien und die Sicherheit aller Beteiligten gewährleistet hätten. Es handele sich „um eine Show mit Reality-erfahrenen Promis, die […] sich sehr bewusst sind, dass die Kamera permanent läuft. Wir schreiben den Promis nicht vor, wie sie sich als erwachsene Menschen zu verhalten haben.“ Mit dieser Stellungnahme verärgerte Sat.1 die Zuschauer erneut. Die Nutzer in den sozialen Medien hätten sich eine klare Positionierung des Senders gewünscht.
Aufgrund der Ereignisse beendete ein Werbepartner die Zusammenarbeit mit Spack und Yotta. Der Gewaltpräventions-Berater Carsten Stahl stellte zusammen mit der Organisation Liebe wen Du willst e. V. gegen Sat.1 und die EndemolShine Germany Strafanzeige bei der Staatsanwaltschaft Berlin. Man hätte solche Inhalte nicht ausstrahlen sollen, denn es dürfe „nicht geduldet werden, dass beeinflussbare Menschen solche Verhaltensweisen als ‚normal‘ ansehen.“
Wegen der Beschwerden wurde die fünfte Episode zeitweilig aus der Mediathek entfernt; durch die zuständige Landeszentrale für Medien und Kommunikation läuft eine Prüfung unter anderem den Jugendschutz betreffend. Nach Einschätzung des Vereins Freiwillige Selbstkontrolle Fernsehen (FSF) hätte die Folge in vorliegender Form erst nach 22 Uhr ausgestrahlt werden dürfen. Als „[besonders] problematisch hat unser Ausschuss beurteilt, dass die Mobbingattacke letztlich erfolgreich ist“, so die FSF-Geschäftsführerin Claudia Mikat. Das Mobbing sei als übliches Sozialverhalten dargestellt und nicht angemessen kritisch eingeordnet worden. Sat.1 ging gegen die Einschätzung der FSF in Berufung.
Die vom Sender zur Unterhaltung präsentierten Grenzüberschreitungen hätten auch Handgreiflichkeiten, vor Erschöpfung kollabierende Kandidaten und Sexismus umfasst und seien „teilweise lange vor dem umstrittenen Halbfinale“ zu beobachten gewesen, so das medienkritische Onlinemagazin Übermedien. Über das Mobbing hinaus habe das Format auch sexuelle Belästigung als „Entertainment“ genutzt: „Drei Jahre nach MeToo, nach der Reform des Sexualstrafrechts mit dem selbst für einfachste Gemüter verständlichen Grundsatz Nein heißt Nein, ist ausgerechnet eine kameraüberwachte Trash-TV-Villa Safe Space für sexuelle Belästigung.“ In Gesamtsicht wäre es „das Mindeste [gewesen], wenigstens das Finale nicht mehr auszustrahlen“.
Im Anschluss an die erste Staffel sendete Sat.1 das Spezial Promis unter Palmen – die große Aussprache. Der Spiegel bezeichnete es als „brandgefährliche, dumme Boshaftigkeit“ und „Komplettversagen, in dem ungehindert weiter gekeift und beleidigt wurde“. Focus Online bezeichnete es als „unwürdiges Ende“. Bild.de bezeichnete Moderator Jochen Schropp als „völlig überfordert“.

#### Staffel 2
Nach homophoben Äußerungen des Kandidaten Marcus Prinz von Anhalt wurde die erste Folge der zweiten Staffel aus der Mediathek genommen und soll vorerst nicht mehr veröffentlicht werden. Zudem wird Sat.1 jegliche Zusammenarbeit mit ihm beenden. Sowohl auf der Webseite als auch aus dem Vorspann der Sendung entfernte ihn Sat.1 als Teilnehmer von Promis unter Palmen. Nur wenige Tage später, wurde auch die zweite Folge, die bereits vorab exklusiv auf Joyn Plus+ verfügbar gewesen ist, entfernt. Der Sender gab bekannt, alle weiteren Folgen noch einmal zu prüfen. Am 17. April 2021 wurde daraufhin bekannt, dass die zweite Folge um knapp 30 Minuten gekürzt wurde.